# Gambia en los Juegos Olímpicos de París 2024
Gambia estuvo representada en los Juegos Olímpicos de París 2024 por siete deportistas, cuatro hombres y tres mujeres, que compitieron en cuatro deportes.
Los portadores de la bandera en la ceremonia de apertura fueron el judoka Faye Njie y la atleta Gina Mariam Bass Bittaye. El equipo olímpico gambiano no obtuvo ninguna medalla en estos Juegos.